# Parazitska kupa
Parazitska kupa je tip složenih vulkanskih kupa. Naziva se još bočna ili adventivna. Javlja se na bokovima i u podnožju vulkana.

## Nastanak
Parazitske kupe nastaju naknadno, prskanjem bokova glavne kupe, izazvanih pritiskom lave u grotlu i njenom konsolidacijom u krateru vulkana.
Pored bočnih kupa, mogu nastati i neposredno u kraterima vulkana, između starije i mlađe kupe.

## Dimenzije
Nadmorska visina parazitskih kupa nije velika. Dostižu u proseku 150 do 200 m. Širine kratera nisu veće od 50-100 metara.

## Rasprostiranje
Parazitske kupe su čest oblik u reljefu vulkana na Zemlji. Samo na Etni ih ima preko 1000. Brojne kupe javljaju se i na vulkanima Kamčatke u Rusiji (Krenicka sopka, Tolbačik, Ključevskaja Sopka). Najpoznatije parazitske kupe nalaze se u u krateru Vezuva. To su Kole Umberto i Kole Margerita.

## Literatura
- Petrović, D. i Manojlović P, GEOMORFOLOGIJA, (2003), Geografski fakultet, Beograd